# Trnovec (Kočevje, Slovenija)
Trnovec je naselje u slovenskoj Općini Kočevju. Trnovec se nalazi u pokrajini Dolenjskoj i statističkoj regiji Jugoistočnoj Sloveniji. 

## Stanovništvo
Prema popisu stanovništva iz 2002. godine naselje je imalo 6 stanovnika.